# 中国人民解放军海军军乐团
中国人民解放军海军军乐团，位于北京市丰台区杨树庄191号，是中国人民解放军海军政治工作部直属单位，也是中华人民共和国三大军乐团之一（其他两个分别为中国人民解放军军乐团和武警军乐团）。

## 简介
中国人民解放军海军军乐团于1986年2月组建，是中国人民解放军海军惟一的专业礼仪演奏部队，担负总部和海军的重大礼仪和外事接待表演任务。每次中国人民解放军海军舰艇出访，中国人民解放军海军都会派出中国人民解放军海军军乐团随舰到世界各地演出。截至2007年，中国人民解放军海军军乐团已经随舰出访过40多个国家。
1999年，中国人民解放军海军军乐团参加了首都各界庆祝中华人民共和国成立50周年大会，团长李星担任千人联合军乐团第二大队长兼指挥并获评为第一名。海军党委授予李星授阅部队先进个人称号，为海军军乐团记集体三等功。
2004年，中国人民解放军海军军乐团奉命派出由军乐教员组成的专家组赴非洲马里，为马里国家军乐团开展军乐指导教学。这是中国人民解放军海军第一次军乐外援支教。马里军方授予专家组成员“马里国家高级军官勋章”和“马里军人骑士勋章”。2010年7月，应马里国家为独立日50周年大型庆典活动邀请，中国人民解放军海军军乐团再次派出军乐专家组开展军乐指导教学，马里军方向专家组成员授予“高级军官勋章”。
中国人民解放军海军军乐团经过多年排练，到2000年代已形成由《海魂》、《舰队进行曲》、《军旗飘舞》、《凯旋》、《我爱这蓝色的海洋》、《愉快的航行》、《歌唱祖国》等军乐组成的行进演奏。
郑州国防科技学校军乐礼仪专业自1991年设置后，为中国人民解放军海军军乐团先后输送了数十名乐手。

## 历任领导
| 团长 …… - 李星大校（1996年—？） - 张佐忠大校（？—？） - 林海峰大校（？—） | 政治委员 …… - 李海峰大校（？—？） - 张黎琴大校（？—） |